# Гаврилове (Середино-Будський район)
Гаврилове — колишнє село, входило до складу Старогутської сільської ради, Середино-Будський район, Сумська область.
Станом на 1988 рік в селі проживало 50 людей, 1989 — 21.
27 липня 2007 року село зняте з обліку.

## З історії
В XIX сторіччі Гаврилове входило до складу Гаврилової Слободи і як окремий населений пункт в джерелах не згадувалося.
1917 року в Гавриловому нараховувалося 38 дворів та проживало 226 мешканців, 1923 року — 60 дворів й 276 жителів.
1926 року в селі було 66 дворів й 313 жителів.
З середини 1960-х років село як «неперспективне» почало занепадати.

## Географічне розташування
Село знаходиться на правому березі річки Уличка, на протилежному березі — Гаврилова Слобода.